# Homem de Tautavel
O Homem de Tautavel se refere aos humanos arcaicos que aproximadamente 550.000 a 400.000 anos atrás que habitaram o Caune de l'Arago, uma caverna de calcário em Tautavel, França. Fósseis de animais foram relatados pela primeira vez no Caune de l'Arago em 1828 pelo geólogo francês Marcel de Serres, que os considerou que eram vestígios antediluvianos (antes do Grande Dilúvio na cronologia bíblica). Em 1963, o arqueólogo francês Jean Abelanet recuperou ferramentas de pedra, que inspiraram o arqueólogo francês Henry de Lumley a continuar a escavação de restos humanos.